# Комаровка (Єльниківський район)
Комаро́вка (рос. Комаровка, ерз. Комаровка) — присілок у складі Єльниківського району Мордовії, Росія. Входить до складу Єльниківського сільського поселення.
Населення — 2 особи (2010; 5 у 2002).
Національний склад (станом на 2002 рік):
- росіяни — 100 %